# 杉江優篤
杉江 優篤（すぎえ まさひろ、1989年3月4日 - ）は、日本の俳優。三重県出身。えりオフィス所属。

## 人物
- 身長 178cm、体重 68kg、靴 27 - 27.5cm、B:95/W:73/H93[1]
- 資格 普通自動車免許
- 趣味 水泳、カラオケ、ゴルフ、乗馬、料理
- 特技 野球、陶芸、片手腕立て、殺陣、アクション
- 好きな食べ物はお肉
- いきなり!ステーキのプラチナカード会員[2]
- 高校まで野球部に所属しており好きな球団は中日ドラゴンズ[3]
- ファンの呼称は「まさぴー」

## 出演

### 舞台
2012年
- 『暮れ六つ教室』（11月2日 - 4日、築地ブディストホール） - 青山先生 役
- 『Snow Princess!』（12月5日 - 9日、全労済ホール／スペース・ゼロ） - クエルボ 役

2013年
- 『人狼 ザ・ライブプレイングシアター』（1月29日 - 2月6日、サンモールスタジオ） - 料理人 ローリー 役
- 『MOSH04 知りすぎていた男』 （2月28日 - 3月3日、しもきた空間リバティ）
- 『喋々喃々』 （4月27日 - 29日、築地ブディストホール） - 伊達晴彦 役
- 『しあわせの支度』（6月12日 - 16日、上野ストアハウス） - 達也 役
- 『青春ガチャン』（7月24日 - 28日、上野ストアハウス） - 廉太郎 役
- 『人狼 ザ・ライブプレイングシアター』 （10月1日 - 7日・出演日5月1日 - 5日、相鉄本多劇場） - 料理人 ローリー 役
- 『アルプス一万尺 vol.1』 （11月7日 - 12日、キンケロ・シアター） - 白馬良太 役
- 『レターズカラーズ』（12月21日 - 23日、相鉄本多劇場） - 白鳥 役

2014年
- 『人狼の王子様☆』（2月11日 - 16日・出演日2月13日 - 15日、戸野廣浩司記念劇場）
- 『マジハウス』（4月30日 - 5月5日、テアトル BONBON） - 横山遥 役
- 『人狼の王子様☆second』（ 4月29日 - 5月11日・出演日5月8日 - 11日、上野ストアハウス）
- 『言いたいことも言えない、小さな夢も見れない、汚い嘘や言葉で操られたくない、真っ直ぐ向き合う現実に 誇りを持ちたいだけだから』（6月4日 - 8日、シアターサンモール） - キケロ 役
- 『居間 オブ ザ デッド』（8月14日 - 17日、劇場HOPE） - 宅配便のあんちゃん 役
- 『中村 JAPAN ドラマティックカンパニー筋肉伝説』（7月25日、北國新聞赤羽ホール / 7月27日、江刺体育文化会館ささらホール / 8月23日、焼津市文化会館 大ホール）
- 『0120 ～フリーダイヤル～」』（9月26日 - 29日、シアターブラッツ） - 刑事 田所 役
- 『鳴かぬなら...』（10月17日 - 19日、シアターサンモール） - 榊原康政 役
- 『56W.X～ぼくのサンタクロース～』 （12月3日 - 7日、TACCS1179） - 早乙女剛 役

2015年
- 『神様のおしごと』（2月27日 - 3月1日、俳優座劇場） - 狛犬・吽形役
- 『Splash!!』（4月15日 - 19日、シアターグリーン BIG TREETHEATER） - 岡田信一 役
- 『ロストマンブルース』（5月26日 - 31日、笹塚ファクトリー） - 戸越銀座茂吉 役
- 『イツツメキセツ』（7月15日 - 19日、TACSS1179） - 柊 役
- 『オサエロ』（8月19日 - 24日、両国 Air studio） - 主演 中原 役

2016年
- 『ミュージカル 忍たま乱太郎 第7弾～水軍砦三つ巴の戦い！～』（1月9日 - 23日、サンシャイン劇場） - 兵庫水軍 鬼蜘蛛丸 役
- 『ミュージカル ホス探へようこそ The Last Valentine』（2月10日 - 14日、シアターサンモール） - 茜 役
- 『ミュージカル 忍たま乱太郎 第7弾 再演 ～水軍砦三つ巴の戦い!～』（6月18日 - 7月3日、シアターGロッソ  / 7月15日 - 17日、あましんアルカイックホール  / 7月23日・24日、静岡市民文化会館 中ホール） - 兵庫水軍 鬼蜘蛛丸 役
- 『ミュージカル 忍たま乱太郎 第7弾 忍術学園 学園祭』（9月24日 - 25日、舞浜アンフィシアター） - 兵庫水軍 鬼蜘蛛丸 役
- 『侯爵令嬢は手駒を演じる』（11月2日 - 6日、中野テアトル BONBON） - キール・メイブリック 役

2017年
- 『ミュージカル 忍たま乱太郎 第8弾～がんばれ五年生！技あり、術あり、初忍務！！～』（1月7日 - 22日、シアターGロッソ） - 兵庫水軍 鬼蜘蛛丸 役
- ASSH 第 21回公演『SOUL FLOWER ver.2017』（2月15日 - 19日、新宿村LIVE） - クロサワコージ 役
- 『ヒエロマネジメント produce 公演 「1ピース(イチピース)」』（3月23日 - 26日、中目黒ウッディーシアター） - 主演 古町キョウヤ 役
- 『MARKER LIGHT-BLUE Deeper』（5月3日 - 7日、シアターサンモール） - ヴェリテ 役
- 『ミュージカル 忍たま乱太郎 第8弾 再演 ～がんばれ五年生!技あり、術あり、初忍務！！～』（6月16日 - 7月2日、サンシャイン劇場  / 7月21 - 23日、森ノ宮ピロティホール） - 兵庫水軍 鬼蜘蛛丸 役
- 『追放選挙』（8月23日 - 27日、新宿村LIVE） - 一条要 役
- 『ミュージカル 忍たま乱太郎 第8弾 忍術学園 学園祭』（9月22日 - 24日、舞浜アンフィシアター / 9月29日 - 10月1日、森ノ宮ピロティ―ホール） - 兵庫水軍・鬼蜘蛛丸 役
- 『MARKER LIGHT-BLUE Crimson』（11月8日 - 12日、新宿村LIVE） - ヴェリテ 役
- 『「月のバッキャロー！！」～端島・軍艦島編 最終章～』（12月6日 - 11日、シアターグリーン BOXinBOXTHEATER） - 熊脇誠 役

2018年
- 『舞台 私のホストちゃん REBORN ～絶唱！大阪ミナミ編～』（1月19日 - 28日、サンシャイン劇場 / 1月31日・2月1日、東海市芸術劇場 / 2月6日、上野学園ホール / 2月10日・11日、サンケイホールブリーゼ） - 情事 役
- 『THE STAGE ラッキードッグ1 firstluck』（3月24日 - 30日、六行会ホール） - ベルナルド・オルトラーニ 役
- 『MARKER LIGHT-BLUE Blessed』（4月18日 - 22日、CBGKシブゲキ!!） - ヴェリテ 役
- 『ファントム・チューニング外伝 ~調霊探偵・四十万六九六の伝承譚~』（5月9日 - 13日、新宿村LIVE） - 主演 四十万六九六 役
- 『THE STAGE ラッキードッグ1 First luck+』（6月30日 - 7月8日、シアターサンモール） - ベルナルド・オルトラーニ 役
- 『あなたも知らない舞台裏」』8月15日 - 19日、新宿村LIVE） - 杉本 役
- 『MOTHER～特攻の母 鳥濱トメ物語～』（9月13日 - 17日、東京グローブ座 / 11月10日・11日、日立システムズホール仙台 シアターホール / 11月14日、福島テルサ FTホール / 11月17日、会津若松市文化センター 文化ホール） - 金山文博 役
- 『2.5 次元ダンスライブ「ツキウタ。」ステージ第六幕 紅縁(くれないえにし)』（10月18日 - 11月4日、品川ステラボール） - 次郎坊 白天狗の長 役
- 『レジスタンスイレブン』（12月8日・13日、コフレリオ新宿シアター）
- 『THE STAGE ラッキードッグ1 クリスマスウィーク！！』（12月14日 - 24日、シアターサンモール） - ベルナルド・オルトラーニ 役

2019年
- 『舞台 私のホストちゃん THEPREMIUM』（2月1日 - 24日、オルタナティブシアター / 3月2日・3日、ウインクあいち / 3月8日 - 10日、松下IMPホール） - 情事 役
- 『朗読劇「Wizars Witchery」』（3月16日 - 17日、ニッショーホール） - ウィリアム・日本 役
- 『DYNAMIC CHORD the STAGE』（5月11日 - 15日、ヒューリックホール東京） - KYOSHO / TOKIHARU 役
- 『Starry☆Sky on STAGE』 （7月10日 - 15日、品川プリンスホテル クラブeX） - 【Winte】不知火一樹 役
- 『THE STAGE ラッキードッグ1 Break Through』（7月31日 - 8月4日、草月ホール） - ベルナルド・オルトラーニ 役
- 『DARKNESS HEELS～THE LIVE～』（9月18日 - 23日、シアター1010） - シャルム・フィーラー 役
- 『信長の野望・大志 エピソード零 桶狭間の戦い』（11月14日 - 20日、かめありリリオホール / 11月23日、名古屋特殊陶業市民会館 ビレッジホール） - 森可成 役
- 『DARKNESS HEELS～THE LIVE～ SHINAKA』（12月5日 - 15日、CBGKシブゲキ!!） - シャルム・フィーラー 役

2020年
- 『「Starry☆Sky on STAGE」SEASON2～星雪譚 ホシノユキタン～』（1月15日 - 25日、紀伊國屋サザンシアター TAKASHIMAYA） - 不知火一樹 役
- 『舞台 私のホストちゃん THE LAST LIVE～最後まで愛をナメんなよ！～』（1月30日 - 2月2日、日本青年館ホール / 2月11日、名古屋市公会堂 / 2月14日 - 16日、NHK大阪ホール） - 情事 役
- 『THE STAGE ラッキードッグ1 Paradise Lost』（4月1日 - 5日、草月ホール） - ベルナルド・オルトラーニ 役 ※中止[4]
- 『饗宴 茜さすセカイでキミと詠う〜絆〜』（4月29日 - 5月6日、CBGKシブゲキ!!） - 聖徳太子 役 ※延期[5]
- 『信長の野望・大志 ～最終章～ 群雄割拠 関ヶ原』（6月4日 - 9日、シアター1010） - 島津義弘 役 ※中止[6]
- 『THE STAGE ラッキードッグ1 Paradise Lost＋』（8月26日 - 30日、草月ホール） - ベルナルド・オルトラーニ 役 ※中止[7]
- 『舞台「ぼくらの七日間戦争」』（9月11日 - 20日、かめありリリオホール） - 柿沼靖樹 役
- 『Gem Fragments』（12月2日 - 6日、CBGKシブゲキ!!） - シェバリィ 役

2021年
- 『朗読劇「命のバトン2021」Bチーム』（2月19日 - 21日、労音大久保会館R'sアートコート） - 山口 / 畑 / 柴 役
- 『企画演劇集団ボクラ団義 - Play Again - vol.10「鏡ニ映ラナイ女 記憶ニ残ラナイ男」-この傷も、鏡に映せば癒えるだろうか-』（4月7日 - 11日、あうるすぽっと）
- 『饗宴 茜さすセカイでキミと詠う〜絆〜』（5月12日 - 18日、CBGKシブゲキ!!） - 聖徳太子 役
- 『信長の野望・大志 ～最終章～ 群雄割拠 関ヶ原』（7月23日 - 29日、かめありリリオホール） - 島津義弘 役
- 『「土のバッキャロー！！」～山形の風土で育まれたワインと人の恋物語～』（10月6日 - 12日、シアターグリーンBIG TREE THEATER） -  主演 河合照土 役

2022年
- 『トワイライトの涙』（1月19日 - 23日、サンモールスタジオ） - 三岳直実 役[8]
- 『COLOR CROW -蒼霧之翼-』（3月12日 - 21日、シアターサンモール） - 福丸環 役[9]
- 『「雫のバッキャロー！！」～山梨と山形で、ワインに人生を掛けた家族達の物語～』（5月11日 - 17日、シアターグリーンBIG TREE THEATER） -  河合照土 役
- 『饗宴 茜さすセカイでキミと詠う〜絆〜 再演』（6月17日 - 20日、飛行船シアター） - 聖徳太子 役[10]
- 『THE STAGE ラッキードッグ1 Paradise Lost＋』（8月26日 - 29日、飛行船シアター） - ベルナルド・オルトラーニ 役[11]
- 『COLOR CROW -神緑之翼-』（10月20日 - 25日、紀伊國屋サザンシアター TAKASHIMAYA） - 福丸環 役[12]
- 『歪』（11月19日 - 23日、新宿スターフィールド） - 子を愛せずに捨ててしまった男 役
- 『饗宴 茜さすセカイでキミと詠う〜縁〜』（12月16日 - 19日、飛行船シアター） - 聖徳太子 役[13]

2023年
- 『トムラウシ』（2月4日 - 12日、自由劇場）- 倉持雷太 役[14]
- 『COLOR CROW -黑韻之翼-』（5月4日 - 13日、シアター1010）- 福丸環 役
- 『act over - アクトオーバー』（6月28日 - 7月2日、シアターグリーン BOXinBOX THEATER）- 冨樫マサル 役
- 『オムニバス二人芝居「ふたりよがり」』8月10日 - 8月13日、池袋西口GEKIBA）
- 『「波のバッキャロー！！」～それでも生きていく、「うつくしま、ふくしま」の物語〜』（10/25 - 10/31、シアターグリーンBOX in BOX THEATER）- 小高勇馬 役
- 『富良野GROUP公演「悲別. KANASHIBETSU2023」』（12/8 - 12/17、富良野演劇工場）- 主演 加山義郎 役

2024年
- 『COLOR CROW -黄靱之翼-』（2月10日 - 18日、こくみん共済coopホール/スペース・ゼロ）- 福丸環 役[15]
- 『「渚のバッキャロー！！」～みんなで生きていく、「うつくしま、ふくしま」の物語〜』（4/10-4/16、シアターグリーンBOX in BOX THEATER）- 馬渡孝雄 役
- 『Change the World』（6月8日 - 6月16日、サンシャイン劇場）
- 『HOUSE～7人の地縛霊～』（8月23日 - 9月1日、シアターサンモール）- 石川六三郎 役

2025年
- 〜女子大小路の名探偵 新章〜 舞台『死は、ど真ん中に転げ落ちて』(3月15日 - 23日、博品館劇場）[16]
- 朗読劇『命のバトン』（5月28日 - 6月1日、赤坂RED/THEATER）[17]
- 『HOUSEⅡ〜7人の地縛霊』（8月15日 - 23日、あうるすぽっと 豊島区立舞台芸術交流センター）- 石川六三郎 役[18]
- 『NiHiL〜COLOR CROW another fate〜』（10月18日 - 22日、キンケロシアター）- 福丸環 役

### 映画
- 『僕たちのアフタースクール』（2011年） - クラブ客 役
- 『tenko すちゅーでんつ』（2017年） - 鈴元剣志 役
- 『社畜ゾンビ』（2017年）[19]
- 『ダミー男子』（2022年） - 主演 八神拓 役[20]
- 『COLOR CROW -緋彩之翼-』（2022年）- 福丸環 役[21]

### テレビドラマ
- EX 『陽はまた昇る」』- 警察学校生徒 役
- EX 『私が代行します』 - クラブ客 役
- CX 『幸せになろうよ』（2011年） - サラリーマン 役
- HBC 『スープカレー』（2012年） - 客 役
- BS スカパー!『恋の時価総額』第5話（2015年） - ピザ屋店員 役
- CX『Re:リベンジ-欲望の果てに- 』第5話（2024年5月9日）[22] - 阿川の部下 役
- THK 土ドラ『ミッドナイト屋台 〜ラ・ボンノォ』第3話、最終回（2025年）- ウェイター 役

### バラエティ
- CX『ネタパレ』（2018年） - ヤンキー高校生 役
- MXTV BS日テレ他『僕ら的には理想の落語』（2021年1月 - 3月） - 寺門正嗣 役
- TX『出没!アド街ック天国』（2021年12月4日）

### CM
- 『スペースマーケット』おうちデート編（2020年）
- 『ゆかぴょん（クッショントランポリン）』（2022年）
- 『釣りビジョン -Fishing Vision Japan-』（2022年）[23]

### VP
- パナソニック『デジタルミラー』メインキャスト
- オンライン展示会『ET&IoT Digital 2020」』株式会社エクスモーションプロモーション映像 - エクスモーションさん 役 （2020年）

### 配信
- 『強流チャンネル』（2015年2月 - 2021年5月、ニコニコ生放送）
- 『すーぎーらじお』（2021年6月 - 、ニコニコ生放送）

### アプリ
- 『KISSMILLe(#キスミル)』俳優コラボチャット小説
  - 100キスシリーズ『約束の夜空を見上げる』（2021年6月） - 夏月 役
  - 『君とのキスは旅先で~聖夜編~』(2021年12月） - 神崎瑛二 役

### 書籍
- キャストサイズ 夏の特別号2016 （2016年）
- キャストサイズ 夏の特別号2017 （2017年）
- Cool-B 7月号 （2018年）
- Cool-B 9月号 （2018年）
- キャストサイズ 特別号2018March （2018年）
- フォトブック『Wizards Witchery』 （2019年5月19日発行）
- 『僕ら的には理想の落語』オフィシャルBook （2021年3月26日発行）
- TVガイド 令和3年4月2日号 （2021年）
- 冬ぴあ 首都圏版 （2021年）
- Cool-B 9月号 （2022年）
- ぴあMOOK はじめてのキャンプ（2022年）

### CD
- 強流ファーストマキシシングル『MIRAI』（2016年）
- ミュージカル『忍たま乱太郎』第7弾～水軍砦三つ巴の戦い！～オリジナル楽曲集の段！～（2016年） - 兵庫水軍 鬼蜘蛛丸 役
- ミュージカル『忍たま乱太郎』忍術学園 学園祭=Special Songs=（2017年） - 兵庫水軍 鬼蜘蛛丸 役
- ミュージカル『忍たま乱太郎』第8弾再演=Special Songs=（2017年） - 兵庫水軍 鬼蜘蛛丸 役
- 舞台『私のホストちゃん THE LAST LIVE』～最後まで愛をナメんなよ！～CDアルバム『PRICELESS LOVE』（2020年） - 情事 役
- 『Gem Fragments』DramaCD 〜Pray for the Play〜（2020年） - シェバリィ 役